# Dejan Milutinović
Dejan Milutinović (Sarajevo, 28. april 1966) specijalista je plastične i rekonstruktivne hirurgije, jedan od vodećih stručnjaka u ovoj oblasti u Srbiji.

## Obrazovanje
Nakon osnovne škole “25. maj” na Novom Beogradu, dr Milutinović upisuje Treću beogradsku gimnaziju, a nakon toga i Medicinski fakultet u Beogradu.
Kao vrstan student, fakultet završava sa najvišim ocenama, a specijalizaciju iz plastične i rekonstruktivne hirurgije započinje na Vojnomedicinskoj akademiji u Beogradu (1993-1998). Pre specijalizacije u Beogradu, imao je priliku da se usavršava na Karolinskom institutu u Švedskoj (1991), a tokom specijalizacije proveo je izvesno vreme u Moskvi, Stokholmu i Rimu.
Po završetku specijalizacije zaposlio se u Institutu za majku i dete (1998-2001), a 2001. godine prelazi na Kliniku za opekotine, plastičnu i rekonstruktivnu hirurgiju Kliničkog centra Srbije. Tamo je boravio do 2006. godine na funkciji načelnika operativnog bloka, zamenika direktora i načelnika endoskopske hirurgije. 2007. godine osnovao je privatnu ordinaciju
Dr Milutinović je još kao učenik i srednjoškolac ispoljavao različite talente. Bio je aktivan sportista - član Veslačkog kluba “Crvena Zvezda”, sa kojim je više puta osvajao prvenstvo Srbije u veslanju, a kao član veslačke reprezentacije Jugoslavije osvojio je treće mesto na prvenstvu Balkana. Takođe je ispoljavao talenat za poeziju - dobitnik je nagrade za literarni rad za zbirku pesama. Dobitnik je i diplome “Mihajlo Petrović Alas”, a bio je i učesnik na republičkom takmičenju iz fizike. Tečno govori engleski i švedski jezik.

## Članstvo u udruženjima
Član je brojnih udruženja u zemlji i inostranstvu, među kojima se izdvajaju Srpsko udruženje za plastičnu, rekonstruktivnu i estetsku hirurgiju (SRPRAS)]; British Association of Plastic, Reconstructive and Aesthetic Surgeons (BAPRAS); The European Society of Plastic, Reconstructive and Aesthetic Surgery (ESPRAS); International Society of Aesthetic Plastic Surgery (ISAPS) i WOSAM;, Udruženje estetskih hirurga Srbije (SRBSAS).

## Aktivnosti
Profesionalne aktivnosti dr Milutinovića usmerene su i ka edukaciji: trenutno je angažovan kao zvanični edukator za primenu Aquilixa za područje Srbije i zemlje u regionu. Najmlađi je predsednik humanitarne organizacije Lions iz Zemuna. Jedan je od učesnika na Evropskom forumu u Rimu.

## Porodica
Kako i sam ističe, nijedno njegova profesionalna dostignuća ne bi bila moguća bez ljubavi i podrške porodice. Na početku su to bili otac Srđan, oficir vojske i elektroinženjer i majka Slobodanka, profesor filozofije, koji su kroz vaspitanje podržavali njegova brojna interesovanja. Danas najveću podršku ima u supruzi Oleni i njihovo troje dece, sinu Rastku i ćerkama Mileni i Tamari. Jedan od najvećih životnih uspeha za njega je i rođenje njegove dece.

## Hobi
U slobodno vreme, dr Milutinović uživa u svojim hobijima, koji odslikavaju njegovu svestranost i ljubav prema sportu i umetnosti: rafting, ronjenje, pecanje i slikanje uljanim bojama.